# Portada/article març 4

## Pompeia
Pompeia (en llatí Pompeii) és una ciutat de l'antiga Roma, a la Campània, que va ser destruïda per l'erupció del Vesuvi l'any 79; el seu recinte arqueològic (juntament amb el d'Herculà i Oplontis) fou declarat Patrimoni de la Humanitat per la UNESCO el 1997, ja que totes tres ciutats «constitueixen un testimoni complet i vivent de la societat i de la vida quotidiana en un moment precís del passat, i no tenen equivalent enlloc del món». Les ruïnes de Pompeia reberen 2.571.725 visitants el 2007.